# EuroVelo

La mappa della rete ciclabile europea Eurovelo

Con il termine di EuroVelo si identifica un gruppo di itinerari ciclistici che attraversano tutta l'Europa, in varie fasi di completamento. A partire da maggio 2013 erano presenti più di 45.000 km.

## Genesi
Nell'ambito dell'ECF (European Cyclists' Federation) un apposito gruppo di lavoro, di cui fanno parte diversi membri europei, ha elaborato una proposta di rete di ciclo-itinerari (rete europea di piste ciclabili) coprenti tutta l'Europa, geograficamente intesa a ovest del meridiano di Mosca. Dopo vari incontri e discussioni, nell'estate del 1997 esce la prima mappa che fissa, a grandi linee, dodici itinerari.
In Italia, FIAB, che aderisce alla federazione europea dei ciclisti, si occupa del coordinamento di EuroVelo in Italia, a cui collabora anche tramite il progetto di rete ciclabile nazionale Bicitalia.

## Itinerari di EuroVelo nel riassunto

### Itinerari nord-sud
EV 1 - Itinerario Atlantico del Litorale: Sagres - Capo Nord
EV 3 - Il percorso di Santiago: Trondheim - Santiago di Compostela
EV 5 - Via Romea Francigena: Londra - Brindisi
EV 7 - Itinerario Centrale dell'Europa: Capo Nord - Malta
EV 9 - Dal Baltico all'Adriatico (La strada dell'ambra): Danzica - Pola
EV 11 - Itinerario Europa Orientale: Capo Nord - Atene
EV 13 - La strada della cortina di ferro: Kirkenes - Tsarevo
EV 15 - Itinerario del Reno: Andermatt - Rotterdam
EV 17 - Itinerario del Rodano: Andermatt - Sète/Port-St-Louis-du-Rhône
EV 19 - Itinerario della Mosa: Langres - Hoek van Holland

### Itinerari est-ovest
EV 2- Percorso delle Capitali: Galway - Mosca
EV 4 - Dalla Manica al Mar Nero: Roscoff - Odessa
EV 6 - Dall'oceano Atlantico al Mar Nero (La strada del cibo e del vino): Nantes - Costanza
EV 8 - Percorso Mediterraneo: Tarifa - Atene
EV 14 - Acque dell'Europa centrale: Zell am See - Velence - Debrecen (in costruzione)

### Circuiti
EV 10 - Circuito del Baltico: (il circuito della lega anseatica)
EV 12 - Circuito del mare del Nord: il circuito del mare del Nord
Questi itinerari sono nati dalla fusione di tratti nazionali di vie ciclabili preesistenti, opportunamente raccordati ed estesi a nazioni sprovviste di reti locali, e hanno il duplice scopo di favorire il transito di turisti in tutta l'Europa e di valorizzare localmente la via ciclabile come soluzione contro il traffico motorizzato.

## Obiettivi di EuroVelo
EuroVelo dovrebbe inoltre:
- Assicurare che tutte le nazioni europee siano attraversate almeno da un itinerario ciclabile di qualità. In questo modo si fissa un principio di continuità territoriale basato sul mezzo di trasporto più rispettoso dell'ambiente e, a differenza dell'automobilista chiuso nel suo involucro metallico, immerso nello stesso.
- Favorire la cooperazione internazionale e la armonizzazione degli standard nelle infrastrutture ciclistiche.
- Promuovere la attenzione ai problemi dei ciclisti con una iniziativa di grande significato. Il tracciato EuroVelo può servire infatti a portare la biciclette e le sue esigenze in luoghi dove è poco conosciuta o penalizzata da scelte trasportistiche appiattite sulla automobile.
- Favorire l'avvicinamento alla bicicletta in un ambiente sicuro e ambientalmente di pregio da parte di non ciclisti. Molti sono infatti i ciclisti ad esempio quelli con figli piccoli che sono frenati dal timore di incidenti tutt'altro che infrequenti sulle strade normali e la presenza di un itinerario protetto può costituire un elemento determinante per introdursi alla pratica del turismo in bicicletta.
- Catalizzare la realizzazione di cicloitinerari locali beneficamente influenzati dall'itinerario europeo, che diventa l'elemento trainante per fare crescere reti locali di itinerari per ciclisti.
- Promuovere la bicicletta come migliore pratica di turismo sostenibile. Uno degli elementi più critici del turismo è il mezzo di trasporto motorizzato con i suoi effetti dannosi sui territori attraversati e sulla meta del viaggio. La bicicletta ha ovviamente tutte le caratteristiche di sostenibilità in termini di impatto.
- Portare benefici economici alle comunità locali. Il ciclista attraversa il territorio lentamente e senza proprie risorse, attingendo altresì ai commerci, ai ristoranti e agli alberghi dei piccoli centri, che sono quelli elettivamente scelti dal turista in bicicletta.
- Indurre maggiore utilizzo del trasporto pubblico a scapito dell'auto privata o dell'aereo. La bici si sposa naturalmente con mezzi di trasporto come il treno, il traghetto, o il bus che sono quelli a minore impatto ambientale.

Il progetto EuroVelo è ora in una fase cruciale essendo stato sottoposto ad alcune direzioni generali della Unione europea, per l'approvazione e il relativo finanziamento con l'obiettivo di vedere tracciato e percorso il primo degli itinerari per l'anno 2000.

## Principali mete lungo gli itinerari di EuroVelo
| Numero dell'itinerario | Nome dell'itinerario                                       | Città attraversate | Stati attraversati | Lunghezza (km) |
| ---------------------- | ---------------------------------------------------------- | --- | --- | -------------- |
| EV 1                   | Itinerario Atlantico del Litorale                          | Capo Nord (EV 7, EV 11) - Litorale Norvegese - Trondheim (EV 3) - Bergen (EV 12) - Aberdeen (EV 12) - Inverness (EV 12) - Glasgow - Stranraer - Belfast - Galway (EV 2) - Cork - Rosslare - Fishguard - Bristol (EV 2) - Plymouth - Roscoff (EV 4) - Nantes (EV 6) - La Rochelle - Burgos (EV 3) - Salamanca - Sagres                                                      | Norvegia, Gran Bretagna, Irlanda, Francia, Spagna, Portogallo | 8186           |
| EV 2                   | Itinerario delle Capitali                                  | Galway (EV 1) - Dublino - Holyhead - Bristol (EV 1) - Londra (EV 5) - Harwich - Rotterdam - L'Aia - Münster (EV 3) - Berlino (EV 7) - Poznań (EV 9) - Varsavia (EV 11) - Minsk - Mosca | Gran Bretagna, Paesi Bassi, Germania, Polonia, Bielorussia, Russia | 5500           |
| EV 3                   | Itinerario dei Pellegrini                                  | Santiago di Compostela - León - Burgos (EV 1) - Bordeaux - Tours (EV 6) - Orléans (EV 6) - Parigi - Namur (EV 5) - Aquisgrana (EV 4) - Münster (EV 2) - Amburgo (EV 12) - Odessa (EV 10) - Viborg - Frederikshavn (EV 12) - Göteborg (EV 12) - Oslo - Røros - Trondheim (EV 1)                                                                                             | Spagna, Francia, Belgio, Germania, Danimarca, Svezia, Norvegia | 5122           |
| EV 4                   | Roscoff-Kiev                                               | Roscoff (EV 1) - La costa atlantica francese - Le Havre - Calais (EV 5) - Middelburg - Aquisgrana (EV 3) - Bonn - Francoforte - Cheb (EV 13) - Praga (EV 7) - Brno (EV 9) - Cracovia (EV 11) - Leopoli - Kiev | Francia, Belgio, Germania, Repubblica Ceca, Polonia, Ucraina | 4000           |
| EV 5                   | Via Romea Francigena                                       | Londra (EV 2) - Canterbury - Calais (EV 4) - Bruxelles - Namur (EV 3) - Lussemburgo - Strasburgo (EV 15) - Basilea (EV 6) - Lucerna - Milano - Piacenza (EV 8) - Parma - Firenze (EV 7) - Siena - Roma (EV 7) - Brindisi | Gran Bretagna, Francia, Belgio, Lussemburgo, Svizzera, Italia | 3900           |
| EV 6                   | Dall'oceano Atlantico al mar Nero (itinerario dei fiumi)   | Nantes (EV 1) - Tours (EV 3) - Orléans (EV 3) - Nevers - Chalon-sur-Saône - Basilea (EV 5) - Passavia - Ybbs (EV 7) - Linz - Vienna (EV 9) - Bratislava (EV 13) - Budapest - Belgrado (EV 11) - Kladovo (EV 13) - Bucarest - Costanza | Francia, Svizzera, Germania, Austria, Slovacchia, Ungheria, Serbia, Romania | 3653           |
| EV 7                   | Itinerario dell'Europa Centrale                            | Capo Nord (EV 1, EV 11) - Haparanda (EV 10) - Sundsvall (EV 10) - Svezia centrale - Copenaghen (EV 10) - Gedser - Rostock (EV 10) - Berlino (EV 2) - Praga (EV 4) - Ybbs (EV 7) - Salisburgo - Mantova (EV 8) - Bologna - Firenze (EV 5) - Roma (EV 5) - Napoli - Siracusa - Malta                                                                                         | Norvegia, Svezia, Danimarca, Germania, Repubblica Ceca, Austria, Italia, Malta | 6000           |
| EV 8                   | Itinerario Mediterraneo                                    | Cadice - Malaga - Almería - Valencia - Barcellona - Principato di Monaco - Torino - Piacenza (EV 5) - Mantova (EV 7) - Ferrara - Venezia - Trieste (EV 9) - Fiume - Spalato - Ragusa - Tirana - Patrasso - Atene (EV 11) | Spagna, Francia, Principato di Monaco, Italia, Slovenia, Croazia, Montenegro, Albania, Grecia | 5388           |
| EV 9                   | Dal Baltico all'Adriatico (via dell'Ambra)                 | Danzica (EV 10, EV 13) - Poznań (EV 2) - Breslavia - Olomouc - Brno (EV 4) - Vienna (EV 6) - Maribor - Lubiana- Trieste (EV 8) - Pola | Polonia, Repubblica Ceca, Austria, Slovenia, Italia, Croazia | 1930           |
| EV 10                  | Itinerario ciclistico del mar Baltico (circuito dell'Ansa) | San Pietroburgo (EV 13) - Helsinki (EV 11) - Vaasa - Oulu - Haparanda (EV 7) - Sundsvall (EV 7) - Stoccolma - Ystad - Malmö - Copenaghen (EV 7) - Odense (EV 3) - Rostock (EV 7) - Danzica (EV 9, EV 13) - Kaliningrad (EV 13) - Klaipėda - Riga (EV 13) - Tallinn (EV 11, EV 13) - San Pietroburgo (EV 13)                                                                | Russia, Finlandia, Svezia, Danimarca, Germania, Polonia, Lituania, Lettonia, Estonia | 7930           |
| EV 11                  | Itinerario dell'Europa Orientale                           | Capo Nord (EV 1, EV 7) - i laghi finlandesi - Helsinki (EV 10) - Tallinn (EV 10, EV 13) - Tartu - Vilnius - Varsavia (EV 2) - Cracovia (EV 4) - Košice - Belgrado (EV 6) - Skopje - Salonicco - Atene (EV 8) | Norvegia, Finlandia, Estonia, Lettonia, Lituania, Polonia, Slovacchia, Ungheria, Serbia, Macedonia del Nord, Grecia                                                                                            | 5964           |
| EV 12                  | Itinerario ciclistico del Mare del Nord                    | Bergen (EV 1) - Stavanger - Kristiansand - Göteborg (EV 3) - Varberg - Grenaa - Frederikshavn (EV 3) - Hirtshals - Esbjerg - Amburgo (EV 3) - L'Aia (EV 2) - Rotterdam - Harwich (EV 2) - Kingston upon Hull - Newcastle - Edimburgo - Aberdeen (EV 1) - Inverness (EV 1) - Thurso - le Orcadi - le isole Shetland - Bergen (EV 1)                                         | Norvegia, Svezia, Danimarca, Germania, Paesi Bassi, Gran Bretagna | 5932           |
| EV 13                  | La strada della cortina di ferro                           | Kirkenes - Sodankylä (EV 11) - Lappeenranta - San Pietroburgo (EV 10) - Tallinn (EV 10, EV 11) - Riga (EV 10) - Kaliningrad (EV 10) - Danzica (EV 9, EV 10) - Lubecca (EV 10) - Cheb (EV 4) - Bratislava (EV 6) - Seghedino - Vršac - Kladovo (EV 6) - Zaječar - Pirot - Dragoman - Strumitsa - Petrič - Smoljan - Kyprinos - Svilengrad - Edirne - Malko Tărnovo - Rezovo | Finlandia, Russia, Estonia, Lettonia, Lituania, Polonia, Germania, Repubblica Ceca, Austria, Slovacchia, Ungheria, Slovenia, Croazia, Serbia, Romania, Bulgaria, Macedonia del Nord, Grecia, Turchia, Bulgaria | 10400          |
| EV 14                  | Acque dell'Europa Centrale                                 | Zell am See - Bischofshofen (EV 7) - Graz - Fehring (EV 9) - Jennersdorf - Szentgotthárd - Őriszentpéter - Lago Balaton - Székesfehérvár - Velence - Debrecen (in costruzione) | Austria, Ungheria | 1125           |
| EV 15                  | Itinerario del Reno                                        | Andermatt - Coira - Sciaffusa - Basilea (EV 6) - Huningue - Neuf-Brisach - Strasburgo (EV 5) - Lauterbourg - Karlsruhe - Ludwigshafen - Mannheim - Magonza - Wiesbaden - Bingen - Coblenza - Bonn - Colonia - Düsseldorf - Duisburg - Xanten - Arnhem - Utrecht - Rotterdam                                                                                                | Svizzera, Francia, Germania, Paesi Bassi | 1320           |
| EV 17                  | Itinerario del Rodano                                      | Andermatt (EV 15) – Visp – Sion - Martigny – Losanna/Thonon-les-Bains – Ginevra – Lione – Vienne - Valence - Avignone - Arles (EV 8) - Sète/Port-St-Louis-du-Rhône | Svizzera, Francia | 1250           |
| EV 19                  | Itinerario della Mosa                                      | Langres – Verdun – Charleville-Mézières - Namur (EV 3, EV 19) – Maastricht – Roermond – Den Bosch – Rotterdam (EV 2, EV 12, EV 15), Hoek van Holland | Francia, Belgio, Paesi Bassi | 1050           |